# Elegia stipularis
Elegia stipularis är en gräsväxtart som beskrevs av Maxwell Tylden Masters. Elegia stipularis ingår i släktet Elegia och familjen Restionaceae. Inga underarter finns listade i Catalogue of Life.